# Clornafazina
La clornafazina o clornapazina è un composto organico della famiglia dell'azotiprite e derivato dalla 2-naftilammina. Dotato di proprietà alchilanti antineoplastiche, fu sviluppato a partire dagli anni '50 nel trattamento della policitemia e del linfoma di Hodgkin; successivamente venne ritirato dal commercio e ne venne interrotto l'utilizzo a causa della sua forte cancerogenicità, in particolare nell'ambito del carcinoma della vescica.
L'Agenzia internazionale per la ricerca sul cancro ha classificato la clornafazina nel gruppo 1 delle sostanze cancerogene per l'essere umano.